# رونو ريبارت
رونو ريبارت (بالفرنسية: Renaud Ripart)‏ (14 مارس 1993 بنيم في فرنسا - ) هو لاعب كرة قدم فرنسي في مركز الهجوم. لعب مع سي أ باستيا ونيم أولمبيك.

## وصلات خارجية
- رونو ريبارت على موقع رابطة كرة القدم الفرنسية للمحترفين (الإنجليزية)
- رونو ريبارت على موقع قاعدة بيانات كرة القدم.إي يو (الإنجليزية)
- رونو ريبارت على موقع Soccerway.com (الإنجليزية)